# 고려대학교 박물관
고려대학교 박물관은 고려대학교의 박물관으로, 서울시 성북구 안암동에 위치한다. 1934년에 건립되었다. 역사·고고·민속·미술 분야의 유물을 수집·발굴·전시하며, 학생과 일반인, 어린이를 대상으로 하는 교육 프로그램도 진행하고 있다.
1962년 5월 박물관 건물을 준공하여 2005년 5월 백주년기념삼성관으로 이전하기 전까지 전시실과 수장고로 사용하였다.
소장품으로 국보 제230호 혼천시계, 국보 제249호 동궐도, 국보 제117호 분청사기인화문태호를 비롯한 역사적인 유물과, 심사정, 정선, 김홍도의 그림 등 각 시대의 고미술품, 이응로, 박수근의 그림 등 현대미술품 기타 여러 유물들이 보관·전시되고 있다.

## 같이 보기
- 대한민국의 박물관과 미술관 목록